# Teia (rei ostrogot)
Teia (mort el 552 o el 553), també conegut com a Teja, Theia, Thila, Thela, Teias, va ser el darrer rei ostrogot en la península Itàlica.
Teia era un general de l'exèrcit de Tòtila, que va ser designat rei després de la batalla de Tagines, on Tòtila va perdre la vida, el juliol del 552. En la seva fugida cap al sud d'Itàlia, va reunir sota el seu comandament altres capitosts importants com Scipuar, Gundulf (Indulf), Gibal i Ragnaris, amb qui va preparar la darrera batalla contra les tropes romanes d'Orient del general Narses.
L'enfrontament va tenir lloc a la batalla del Mont Lactari, on un cop més, els ostrogots van ser derrotats. Teia va morir i el seu germà Aligern es va rendir. Scipuar i Gibal també van caure, mentre Gundulf i Ragnaris van poder escapar. Ragnaris, però, va ser mortalment ferit més tard quan va sofrir un intent d'assassinat per part d'un agent de Narses.
Amb la derrota acabava la resistència dels ostrogots i l'Imperi Romà d'Orient guanyava la guerra gòtica. Un darrer noble gòtic, Widin, es va revoltar al nord d'Itàlia l'any 550, però seria capturat el 561 o 562, i amb ell es van diluir els ostrogots.